# Bánluzsány
Bánluzsány (1899-ig Podluzsány, szlovákul Podlužany) község Szlovákiában, a Trencséni kerületben, a Báni járásban.

## Fekvése
Bántól 5 km-re északra.

## Története
A mai község területén az újkőkorszakban a vonaldíszes kerámiák népének települése állt.
A mai települést 1295-ben „Podluzsan” néven említik először. 1388-ban „Podlusan”, 1389-ben „Podlusany” alakban szerepel az írott forrásokban. Az ugróci váruradalomhoz tartozott, később a Zongor család birtokában állt. 1499-ben az egyetlen vásártartási joggal rendelkező település volt az uradalomban. 1598-ban 51 háza létezett. 1720-ban 13 adózó háztartása volt. 1784-ben 64 házában 105 családban 470 lakos élt.
A 18. század végén Vályi András így ír róla: „PODLUSÁN. Tót falu Trentsén Vármegyében, földes Ura Gróf Kolonits Uraság, a’ kinek külömbféle épűleteivel jelesíttetik, lakosai katolikusok, ’s másfélék is, fekszik Dezérhez közel, határjának földgye jó, más javai is jelesek lévén, első osztálybéli.”
1828-ban 48 háza és 432 lakosa volt. Lakói mezőgazdasággal foglalkoztak. A 19. században két szeszfőzde és cukorgyár működött a településen.
Fényes Elek 1851-ben kiadott geográfiai szótárában így ír a faluról: „Podlizsán, tót falu, Trencsén, most A.-Nyitra vmegyében, Bánhoz északra 1 1/2 órányira: 214 kath., 270 ev., 5 zsidó lak. Evang. anya-, kath. fil. templom. Földe jó, rétje kevés, de hasznos, legelő, fa elég. F. u. az ugróczi uradalom. Ut. p. Nyitra-Zsámbokrét.”
A trianoni békéig Trencsén vármegye Báni járásához tartozott, majd az újonnan létrehozott csehszlovák államhoz csatolták.
Lakói támogatták a környéken tevékenykedő partizáncsoportokat a szlovák nemzeti felkelés idején.

## Népessége
| Év:            | 1994. | 2004.   | 2014.   | 2024.    |
| -------------- | ----- | ------- | ------- | -------- |
| Emberek száma: | 838   | 810     | 865     | 964      |
| Eltérés:       |       | -3,34 % | +6,79 % | +11,44 % |

| Év:            | 2023. | 2024.   |
| -------------- | ----- | ------- |
| Emberek száma: | 968   | 964     |
| Eltérés:       |       | -0,41 % |

1910-ben 672, túlnyomórészt szlovák anyanyelvű lakosa volt.
2001-ben 796 lakosából 779 fő szlovák volt.
2011-ben 849 lakosából 806 fő szlovák volt.

## Nevezetességei
- Szent Erzsébet tiszteletére szentelt római katolikus temploma a 18. század elején épült barokk stílusban.
- Szent Orbán és Nepomuki Szent János szobrai.
- Evangélikus temploma 1827-ben épült klasszicista stílusban. Tornya 1935-ben épült, amikor külsejét neoromán stílusban építették át.
- A település közelében található Rákóczi-tölgy alatt verte fel állítólag a fejedelem a sátrát.